# Клопка (филм из 1988)
Клопка је југословенски филм из 1988. године. Режију и сценарио је потписала Суада Капић.

## Радња
Ноћ у хотелској соби са непознатом женом баца младића у тешку мору из које се буди да би поново запао у њу.
Сања о одбеглом војнику који у новогодишњој ноћи упада у планинску кућу где се сусреће са два пара који оргијају. Расте војников страх и очајање, расте лудило пијаних парова.Одједанпут, војник угледа своју слику на екрану телевизора и престрави се кад схвата да њега гоне. Жесток удар вратима га уплаши и он почиње да пуца. Само једног од присутних остави у животу. И он се убије. Буди се избезумљен у хотелској соби, с ужасом гледа жену крај себе у кревету ( жену из свог сна ), облачи се и бежи.

## Улоге
| Глумац            | Улога          |
| ----------------- | -------------- |
| Мустафа Надаревић | Саша           |
| Радко Полич       | Сашин пријатељ |
| Милена Зупанчић   | Сашина жена    |
| Харис Бурина      | Војник         |
| Ксенија Орел      |                |
| Вук Маринић       | Дете           |